# Adolf Schorer
Adolf Schorer (* 19. Mai 1899; † 25. März 1979) war ein deutscher Bürgermeister.

## Werdegang
Schorer war von Beruf Postbediensteter. Von 1933 bis 1945 war er Bürgermeister der oberbayerischen Stadt Fürstenfeldbruck. Während seiner Amtszeit wurde der Markt 1935 zur Stadt erhoben.